# Manuel González-Meneses Jiménez
Manuel González-Meneses Jiménez (Almonaster la Real (Huelva) 1883-Cabra (Córdoba) 1946) fue catedrático de Matemáticas y director del Instituto Aguilar y Eslava de Cabra.

## Estudios
Tras sus primeros años en Almonaster la Real (Huelva), cursó el bachillerato en Sevilla, que finalizó a la temprana edad de 13 años. A los 18 años y con nota de sobresaliente se licenció en Ciencias Exactas en la Universidad Central de Madrid. En su juventud también cultivó la pintura, en la que alcanzó en el dibujo a pluma una rara perfección. A la par, dominó las artes de la fotografía y de la filmación de películas, atento siempre a los medios más avanzados de la época. Amante de la música, tocaba el violín con singular maestría. 

## Trabajos y cargos que desempeñó
En 1906 ganó por oposición, con el número uno, la cátedra de Matemáticas del Instituto de Huelva. En 1909, en virtud de concurso de traslado, llegó a Cabra para desempeñar la cátedra de la misma especialidad en el Instituto Aguilar y Eslava. Fue uno de los socios fundadores de la Real Sociedad Matemática Española en 1912.
En 1916, a propuesta del Claustro de profesores, fue nombrado director de dicho Instituto y rector de su Real Colegio de la Purísima Concepción, cargos que desempeñó con brillantez y dedicación hasta 1930. Tras su dimisión fue sustituido por Ángel Cruz Rueda, premio nacional de Literatura.
En 1926 completó por libre en dos años la licenciatura en Farmacia, abriendo una Oficina y un Laboratorio de especialidades farmacéuticas (Instituto Pueris) en Cabra.
Poseedor de una sólida formación y vasta cultura, sus profundos conocimientos científicos y sus dotes pedagógicas, puestas al servicio del Centro docente que dirigía, le rodearon de tan sólido prestigio que el ministro de Instrucción Pública, Tomás Montejo y Rica, visitó el instituto que dirigía y lo calificó “como uno de los primeros, si no el primero de España”.
Junto al estimable equipo de colaboradores que supo reunir, entre los que destacaba Juan Carandell y Pericay, se programaban frecuentes conferencias científicas y de arte, excursiones instructivas, proyecciones de películas de carácter recreativo y pedagógico; se inculcaba a los alumnos la afición a la música clásica y se fomentaba la práctica de los deportes.

## Distinciones
En 1925 fue nombrado hijo adoptivo de Cabra por el ayuntamiento de la ciudad.
En 1927 ingresó como académico correspondiente en la Real Academia de Ciencias, Bellas Letras y Nobles Artes de Córdoba.
En 1928 se le concedió la Encomienda de la Orden de Alfonso X el Sabio.